# Alessandro Dimai
Alessandro Dimai (né à Brunico le 25 septembre 1962 et décédé à Cortina d'Ampezzo le 7 mars 2019,) était un astronome amateur italien.

## Biographie
Le Centre des planètes mineures lui attribue la découverte de l'astéroïde (50240) Cortina, réalisée le 28 janvier 2000.
De 1999 à 2013, Dimai a découvert indépendamment dix-huit supernovas : SN 1999gn, SN 2001ej, SN 2002jo, SN 2005cx, SN 2008P, SN 2008ib, SN 2008ig, SN 2009bu, SN 2011fd, SN 2012M, SN 2012fs, SN 2012gf, SN 2012if. Il a co-découvert quatre autres : SN 2000cr, SN 2001gd, SN 2005dl et SN 2005dv. Il a également découvert deux étoiles variables le 23 juin 2007 et le 8 février 2013.

## Récompenses
L'astéroïde (25276) Dimai, découvert par l'astronome Vittorio Goretti le 15 novembre 1998,,, lui a été dédié.